# Saint-Cergues
Saint-Cergues és un municipi francès situat al departament de l'Alta Savoia i a la regió d'Alvèrnia-Roine-Alps. L'any 2007 tenia 3.001 habitants.

## Demografia

### Població
El 2007 la població de fet de Saint-Cergues era de 3.001 persones. Hi havia 1.164 famílies de les quals 290 eren unipersonals (110 homes vivint sols i 180 dones vivint soles), 349 parelles sense fills, 423 parelles amb fills i 102 famílies monoparentals amb fills.
La població ha evolucionat segons el següent gràfic:
Habitants censats

### Habitatges
El 2007 hi havia 1.401 habitatges, 1.197 eren l'habitatge principal de la família, 120 eren segones residències i 84 estaven desocupats. 1.023 eren cases i 363 eren apartaments. Dels 1.197 habitatges principals, 908 estaven ocupats pels seus propietaris, 236 estaven llogats i ocupats pels llogaters i 53 estaven cedits a títol gratuït; 24 tenien una cambra, 86 en tenien dues, 191 en tenien tres, 308 en tenien quatre i 588 en tenien cinc o més. 1.080 habitatges disposaven pel capbaix d'una plaça de pàrquing. A 451 habitatges hi havia un automòbil i a 690 n'hi havia dos o més.

### Piràmide de població
La piràmide de població per edats i sexe el 2009 era:
| Homes | Edats   | Dones |
| ----- | ------- | ----- |
| 0     | 95 o +  | 0     |
| 0     | 90 a 94 | 0     |
| 16    | 85 a 89 | 28    |
| 4     | 80 a 84 | 12    |
| 20    | 75 a 79 | 44    |
| 36    | 70 a 74 | 48    |
| 40    | 65 a 69 | 48    |
| 76    | 60 a 64 | 52    |
| 108   | 55 a 59 | 68    |
| 108   | 50 a 54 | 100   |
| 88    | 45 a 49 | 116   |
| 88    | 40 a 44 | 92    |
| 60    | 35 a 39 | 84    |
| 88    | 30 a 34 | 96    |
| 92    | 25 a 29 | 100   |
| 56    | 20 a 24 | 44    |
| 56    | 15 a 19 | 88    |
| 88    | 10 a 14 | 112   |
| 72    | 5 a 9   | 72    |
| 60    | 0 a 4   | 60    |

## Economia
El 2007 la població en edat de treballar era de 2.016 persones, 1.491 eren actives i 525 eren inactives. De les 1.491 persones actives 1.396 estaven ocupades (743 homes i 653 dones) i 95 estaven aturades (42 homes i 53 dones). De les 525 persones inactives 142 estaven jubilades, 174 estaven estudiant i 209 estaven classificades com a «altres inactius».

### Ingressos
El 2009 a Saint-Cergues hi havia 1.164 unitats fiscals que integraven 2.873,5 persones, la mediana anual d'ingressos fiscals per persona era de 24.950 €.

### Activitats econòmiques
Dels 135 establiments que hi havia el 2007, 2 eren d'empreses extractives, 3 d'empreses alimentàries, 1 d'una empresa de fabricació d'elements pel transport, 6 d'empreses de fabricació d'altres productes industrials, 24 d'empreses de construcció, 26 d'empreses de comerç i reparació d'automòbils, 5 d'empreses de transport, 11 d'empreses d'hostatgeria i restauració, 2 d'empreses d'informació i comunicació, 3 d'empreses financeres, 8 d'empreses immobiliàries, 18 d'empreses de serveis, 15 d'entitats de l'administració pública i 11 d'empreses classificades com a «altres activitats de serveis».
Dels 46 establiments de servei als particulars que hi havia el 2009, 1 era una oficina de correu, 3 oficines bancàries, 6 tallers de reparació d'automòbils i de material agrícola, 1 autoescola, 4 paletes, 2 guixaires pintors, 5 fusteries, 3 lampisteries, 4 empreses de construcció, 3 perruqueries, 2 veterinaris, 6 restaurants, 2 agències immobiliàries, 1 tintoreria i 3 salons de bellesa.
Dels 10 establiments comercials que hi havia el 2009, 1 era una gran superfície de material de bricolatge, 2 fleques, 1 una fleca, 1 una llibreria, 2 botigues de mobles, 2 drogueries i 1 una joieria.
L'any 2000 a Saint-Cergues hi havia 18 explotacions agrícoles que ocupaven un total de 294 hectàrees.

## Equipaments sanitaris i escolars
L'únic equipament sanitari que hi havia el 2009 era una farmàcia.
El 2009 hi havia 1 escola maternal i 1 escola elemental.

## Poblacions més properes
El següent diagrama mostra les poblacions més properes.